# داستان‌های آفرینش
داستان‌های آفرینش (به انگلیسی: Creation Stories) یک فیلم سینمایی انگلیسی بیوگرافی دربارهٔ آلن مک گی و کریئیشن رکردز به کارگردانی نیک موران است که در سال ۲۰۲۱ منتشر شد. این فیلم از زندگی‌نامه مک گی به همین نام در سال ۲۰۱۳ توسط اروین ولش و دین کاوانا اقتباس شده‌است.
این فیلم در جشنواره مجازی فیلم گلاسگو در ۲۴ فوریه ۲۰۲۱ به نمایش درآمد و در ۲۰ مارس اکران عمومی شد.

## بازیگران
- ایون برمنر[۹][۱۰] نقش آلن مک گی
- سوکی واترهاوس
- جیسون آیزکس در نقش رالف
- ربکا روت در نقش ویکی
- جوانا پیکرینگ در نقش مری
- توماس ترگوس در نقش دیک گرین
- دنی جان-جولز در نقش موریس
- پل کی در نقش میچ
- ساسکیا ریوز در نقش هلن
- کارل بارات در نقش گریف
- اروین ولش
- جیسون فلمینگ به عنوان مروج پادشاه توتس
- استیون برکوف در نقش آلیستر کراولی
- نیک موران در نقش مالکوم مک لارن
- اد بیرن در نقش آلاستر کمپبل
- آلیستر مک گوان در نقش جیمی سویل